# Crepidomanes schmidtianum
Crepidomanes schmidtianum är en hinnbräkenväxtart som först beskrevs av Friedrich Albert von Zenker och Taschner, och fick sitt nu gällande namn av Kunio Iwatsuki. Crepidomanes schmidtianum ingår i släktet Crepidomanes och familjen Hymenophyllaceae. Inga underarter finns listade.